# Référendum constitutionnel équatorien de 2023
Ne doit pas être confondu avec Référendum équatorien d'août 2023.
Un référendum constitutionnel à questions multiples a lieu le 5 février 2023 à l'initiative du président de la République Guillermo Lasso afin de permettre à la population de l'Équateur de se prononcer sur huit amendements relatifs à la sécurité, l'organisation des pouvoirs publics et l'environnement.
L'ensemble des propositions sont rejetées, dans ce qui constitue une sévère défaite pour Guillermo Lasso, en parallèle de celle essuyée aux élections locales organisées le même jour.

## Contexte

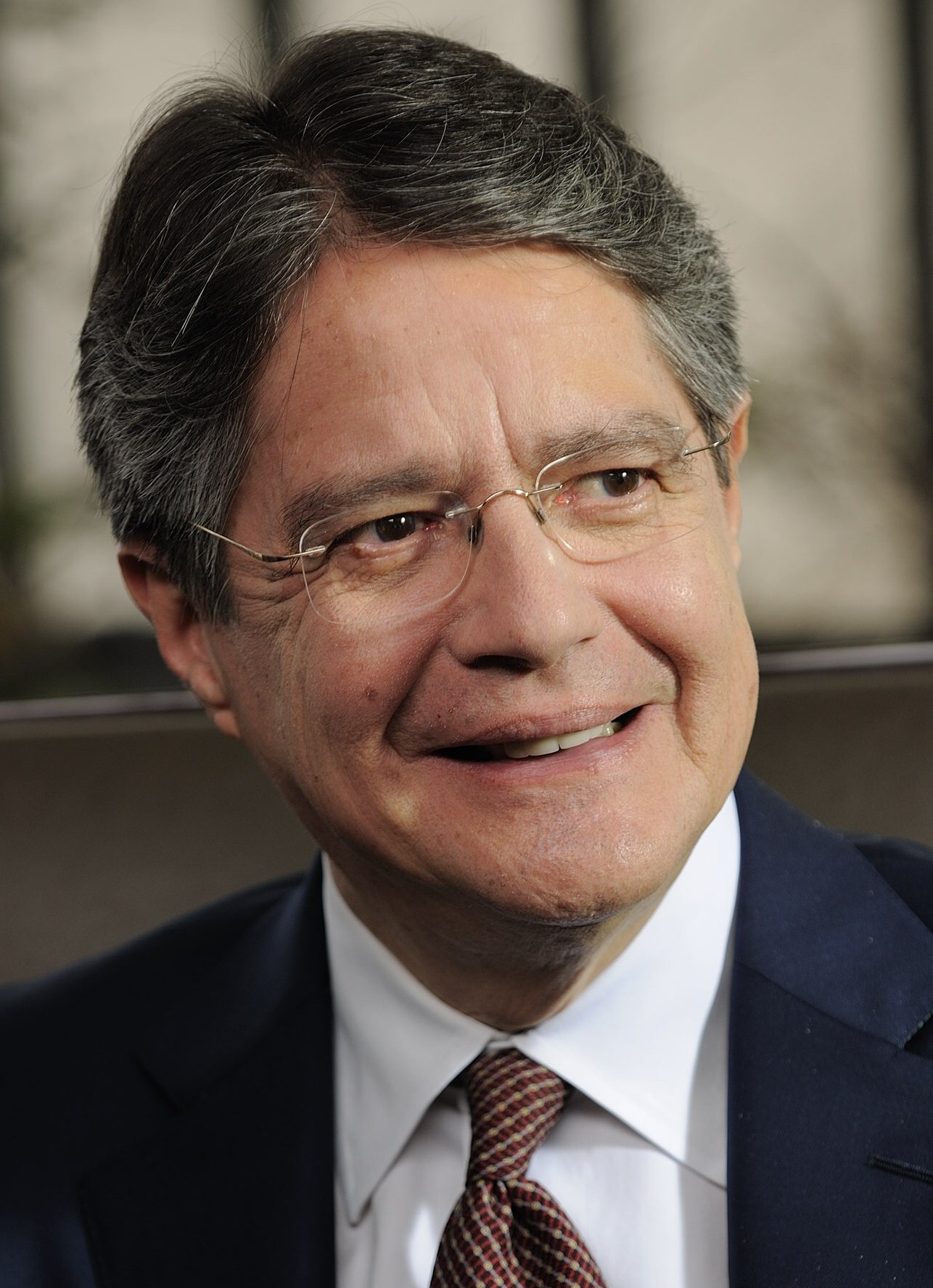
Le président Guillermo Lasso.

Le référendum est convoqué fin 2022 par le président de la République Guillermo Lasso. Ce dernier est alors à la tête de l'Équateur depuis mai 2021 après sa victoire au second tour de l'élection présidentielle sur le dauphin de l'ancien président Rafael Correa. Après deux échecs successifs au second tour des élections présidentielles de 2013 et 2017, Lasso accède finalement à la présidence sans toutefois disposer d'une majorité solide à l'Assemblée nationale, son parti — le Mouvement CREO — arrivant cinquième aux élections législatives organisées simultanément. Le nouveau président fait rapidement face à l'hostilité marquée des parlementaires, à laquelle s'ajoutent des grèves et de violentes manifestations d'Amérindiens protestant contre les conditions des classes défavorisées et l'expansion des activités minières et pétrolières sur leurs terres ancestrales. Ces manifestations font six morts et des centaines de blessés, avant la conclusion d'un accord avec le gouvernement fin juin 2022,
Fragilisé, Lasso annonce le 12 septembre 2022 la mise au vote populaire de huit questions permettant selon lui « d'affronter les problèmes que l’Équateur n'a pas été en mesure de résoudre dans le passé », dont plusieurs points sujets à polémiques tels que l’extradition des Équatoriens ayant commis des infractions graves liées au crime organisé international, ou la réduction de 137 à 100 du nombre de parlementaires mais également la mise en place d'une législation protégeant les ressources hydrauliques ainsi qu'un financement des communautés et des groupes ethniques qui aident à la conservation de la nature. La mise en place de ces propositions nécessiterait ainsi d'entreprendre une révision de la constitution,. Cette mise à référendum intervient dans la lignée de nombreux recours au vote populaire sous les gouvernements précédents, notamment en 2017 par Rafael Correa et en 2018 par Lenín Moreno.
Après un contrôle de constitutionnalité par la Cour constitutionnelle, cette dernière rejette fin novembre une proposition visant à permettre à l'armée de participer à des missions de sécurité intérieure avec la police sur demande justifiée du président de la République. La cour juge en effet qu'un tel projet nécessite l'approbation préalable du parlement. Le gouvernement procède immédiatement au dépôt d'un projet de réforme constitutionnelle en ce sens, mais celui-ci, soumis à un délai obligatoire de 90 jours entre la première et la seconde lecture, n'est par conséquent pas soumis au vote populaire en même temps que les autres. La Cour rejette également une proposition portant sur les pouvoirs et l'élection du Conseil de la participation citoyenne et du contrôle social (CPCCS), deux sujets qu'elle juge trop différents pour figurer dans le même amendement. Guillermo Lasso décide par conséquent de les soumettre séparément, ce que la Cour valide,.
Trois autres propositions sont rejetées. Celles-ci visaient à affecter au secteur éducatif les avoirs confisqués dans le cadre des condamnations pour blanchiment d'argent ou de traite des êtres humains, à augmenter de sept à dix ans les peines pour extorsion organisée, et à introduire des dégrèvements fiscaux pour les entreprises qui emploient des personnes de plus de 45 ans. Les trois propositions sont rejetées par la Cour constitutionnelle, qui juge que les détails des projets de loi mis au vote contiennent des éléments supplémentaires dont les questions présentes sur les bulletins de vote ne permettent pas aux électeurs de prendre connaissance,.
Le président signe le 29 novembre le décret de convocation du référendum de huit questions pour le 5 février 2023, en même temps que les élections des conseillers municipaux et provinciaux ainsi que des membres du Conseil de la participation citoyenne et du contrôle social (CPCCS),. Guillermo Lasso ayant recours pour chacun des huit projets au système de « plébiscite présidentiel » prévu à l'article 441 de la constitution, les résultats du référendum sont légalement contraignants. La période de campagne officielle commence le 3 janvier à minuit.

## Objets

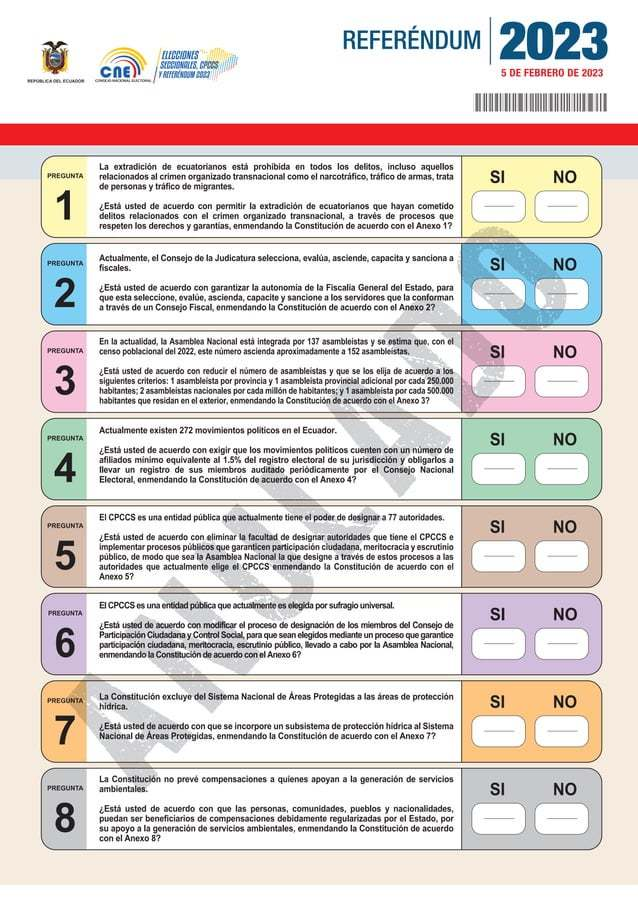
Bulletin de vote utilisé

Huit questions sont soumises à référendum, chacune liée à une modification d'un ou plusieurs articles de la constitution,.
A la veille du référendum, l'extradition d'Équatoriens est interdite quels que soient les crimes commis. La première proposition vise à permettre leur extradition demandée par d'autres pays pour des faits liés au crime organisé international, tels que le trafic de drogues, le trafic d'armes, la traite des êtres humains et le trafic de migrants. Il s'agit de la question faisant le plus polémique parmi les huit soumises à référendum,. L"Équateur fait face à une augmentation du taux d'homicides, passé de 5,8 pour 100 000 en 2016 à 19,6 en 2022, le taux le plus haut jamais enregistré dans le pays. Selon les autorités, cette augmentation serait due aux affrontements entre gangs rivaux pour le contrôle du marché de la drogue.
Le Conseil judiciaire (Consejo de la Judicatura) sélectionne, forme, évalue, promeut et sanctionne les procureurs. La seconde proposition vise à confier ces fonctions au Procureur général, qui les exercerait à travers un nouveau Conseil  (Consejo Fiscal),.
L'Assemblée nationale est composée de 137 sièges, dont 116 élus dans des circonscriptions électorales presque toutes calquées sur les délimitations des 24 provinces de l'Équateur, 15 autres dans une unique circonscription nationale, et enfin 6 sièges réservés à la diaspora. Ces chiffres sont amenés à évoluer en fonction de l'augmentation de la population du pays, de telle sorte que le total devrait atteindre environ 152 sièges aux prochaines élections. La troisième proposition vise à réduire à 100 le nombre de sièges de l'Assemblée en revoyant ce mode de calcul, à raison d'un siège pour chacune des 24 provinces de l'Équateur, puis un siège par province par tranche de 250 000 habitants, deux sièges par tranche de 1 000 000 d'habitants dans la circonscription nationale, et un siège par tranche de 500 000 habitants pour la diaspora,.
En 2023, l’Équateur compte un total de 272 mouvements politiques. La quatrième proposition vise à établir un nombre minimum de membres pour qu'un parti politique puisse être enregistré et participer aux élections, fixé à 1,5 % du total des inscrits dans la circonscription où ils se présentent. Les partis doivent par conséquent tenir un registre de leurs membres, périodiquement audité par le Conseil national électoral (CNE),. 
Le Conseil de la participation citoyenne et du contrôle social (CPCCS) dispose d'un pouvoir de nomination sur un total de 77 autorités diverses comme le procureur général, le contrôleur de l’État, le médiateur et les membres du CNE. La cinquième proposition vise à confier ce pouvoir à l'Assemblée nationale, dans le cadre de processus publics garantissant la participation citoyenne, la méritocratie et le contrôle citoyen,.
Les membres du CPCCS sont directement élus tous les quatre ans par la population lors d'élections, les dernières coïncidant par ailleurs avec ce même référendum. La sixième proposition vise à attribuer à l'Assemblée le pouvoir de choisir les membres du CPCCS au suffrage indirect,.
La Constitution exclut les zones de protection des eaux du Système National des Aires Protégées. La septième proposition vise à créer une agence de protection des eaux en son sein,.
La huitième proposition vise à inscrire dans la constitution un système inédit de compensation des services environnementaux rendus par les individus, communautés ou peuples autochtones,.

## Résultats

### Extraditions
| Choix                  | Votes      | %     |  |
| ---------------------- | ---------- | ----- |  |
| Pour                   | 3 930 186  | 48,46 |  |
| Contre                 | 4 180 555  | 51,54 |  |
|                        |            |       |  |
| Votes valides          | 8 110 741  | 73,82 |  |
| Votes invalides        | 937 766    | 8,54  |  |
| Votes blancs           | 1 937 911  | 17,64 |  |
| Total                  | 10 986 418 | 100   |  |
| Abstentions            | 2 463 629  | 18,32 |  |
| Inscrits/Participation | 13 450 047 | 81,68 |  |

### Réforme du Conseil judiciaire
| Choix                  | Votes      | %     |  |
| ---------------------- | ---------- | ----- |  |
| Pour                   | 3 433 089  | 43,29 |  |
| Contre                 | 4 497 565  | 56,71 |  |
|                        |            |       |  |
| Votes valides          | 7 930 654  | 72,21 |  |
| Votes invalides        | 948 593    | 8,64  |  |
| Votes blancs           | 2 103 472  | 19,15 |  |
| Total                  | 10 982 719 | 100   |  |
| Abstentions            | 2 467 328  | 18,35 |  |
| Inscrits/Participation | 13 450 047 | 81,65 |  |

### Réduction du nombre de parlementaires
| Choix                  | Votes      | %     |  |
| ---------------------- | ---------- | ----- |  |
| Pour                   | 3 722 695  | 46,93 |  |
| Contre                 | 4 209 161  | 53,07 |  |
|                        |            |       |  |
| Votes valides          | 7 931 856  | 72,20 |  |
| Votes invalides        | 956 393    | 8,70  |  |
| Votes blancs           | 2 098 319  | 19,10 |  |
| Total                  | 10 986 568 | 100   |  |
| Abstentions            | 2 463 479  | 18,32 |  |
| Inscrits/Participation | 13 450 047 | 81,68 |  |

### Réforme du système des partis
| Choix                  | Votes      | %     |  |
| ---------------------- | ---------- | ----- |  |
| Pour                   | 3 595 753  | 45,45 |  |
| Contre                 | 4 315 829  | 54,55 |  |
|                        |            |       |  |
| Votes valides          | 7 911 582  | 72,01 |  |
| Votes invalides        | 956 377    | 8,70  |  |
| Votes blancs           | 2 118 974  | 19,29 |  |
| Total                  | 10 986 933 | 100   |  |
| Abstentions            | 2 463 114  | 18,31 |  |
| Inscrits/Participation | 13 450 047 | 81,69 |  |

### Réduction des pouvoirs du CPCCS
| Choix                  | Votes      | %     |  |
| ---------------------- | ---------- | ----- |  |
| Pour                   | 3 381 729  | 42,37 |  |
| Contre                 | 4 600 312  | 57,63 |  |
|                        |            |       |  |
| Votes valides          | 7 982 041  | 72,65 |  |
| Votes invalides        | 968 370    | 8,81  |  |
| Votes blancs           | 2 036 592  | 18,54 |  |
| Total                  | 10 987 003 | 100   |  |
| Abstentions            | 2 463 044  | 18,31 |  |
| Inscrits/Participation | 13 450 047 | 81,69 |  |

### Fin de l'élection au scrutin direct du CPCCS
| Choix                  | Votes      | %     |  |
| ---------------------- | ---------- | ----- |  |
| Pour                   | 3 321 974  | 42,13 |  |
| Contre                 | 4 563 193  | 57,87 |  |
|                        |            |       |  |
| Votes valides          | 7 885 167  | 71,78 |  |
| Votes invalides        | 962 260    | 8,76  |  |
| Votes blancs           | 2 137 580  | 19,46 |  |
| Total                  | 10 985 007 | 100   |  |
| Abstentions            | 2 465 040  | 18,33 |  |
| Inscrits/Participation | 13 450 047 | 81,67 |  |

### Agence de protection des eaux
| Choix                  | Votes      | %     |  |
| ---------------------- | ---------- | ----- |  |
| Pour                   | 3 501 821  | 44,59 |  |
| Contre                 | 4 352 017  | 55,41 |  |
|                        |            |       |  |
| Votes valides          | 7 853 838  | 71,49 |  |
| Votes invalides        | 949 381    | 8,64  |  |
| Votes blancs           | 2 182 036  | 19,86 |  |
| Total                  | 10 985 255 | 100   |  |
| Abstentions            | 2 464 792  | 18,33 |  |
| Inscrits/Participation | 13 450 047 | 81,67 |  |

### Compensation pour services environnementaux rendus
| Choix                  | Votes      | %     |  |
| ---------------------- | ---------- | ----- |  |
| Pour                   | 3 438 661  | 44,04 |  |
| Contre                 | 4 368 848  | 55,96 |  |
|                        |            |       |  |
| Votes valides          | 7 807 509  | 71,08 |  |
| Votes invalides        | 939 646    | 8,56  |  |
| Votes blancs           | 2 236 660  | 20,36 |  |
| Total                  | 10 983 815 | 100   |  |
| Abstentions            | 2 466 232  | 18,34 |  |
| Inscrits/Participation | 13 450 047 | 81,66 |  |

## Analyse
Aucune des propositions ne recueille le soutien d'une majorité des suffrages. Il s'agit d'une sévère défaite pour le président Guillermo Lasso, qui la reconnait le lendemain. L'échec dans les urnes se manifeste également aux élections locales organisées le même jour, qui voient la défaite du Mouvement CREO mené par Lasso,.